# Hicksbeachia
Hicksbeachia är ett släkte av tvåhjärtbladiga växter. Hicksbeachia ingår i familjen Proteaceae.
Kladogram enligt Catalogue of Life:
| Hicksbeachia | \| \| Hicksbeachia pilosa \| \| \| \| \| \| Hicksbeachia pinnatifolia \| \| \| \| |
|              | \| \| Hicksbeachia pilosa \| \| \| \| \| \| Hicksbeachia pinnatifolia \| \| \| \| |
|              | Hicksbeachia pilosa                                                               |
|              |                                                                                   |
|              | Hicksbeachia pinnatifolia                                                         |
|              |                                                                                   |